# Civita d'Arlena
Civita d'Arlena, o Civita del Fosso di Arlena, è un sito archeologico sulle alture del lago di Bolsena, sede di un abitato etrusco, abitato almeno sino al III secolo a.C. .

## Descrizione
Il sito è stato abitato dalla prima età del ferro, fino a tutto il IV secolo a.C., ed ebbe il periodo di maggior sviluppo tra il VII e VI secolo a.C. .
Gli scavi condotti dalla Scuola francese di Roma tra il 1952 e il 1958, hanno messo alla luce l'esistenza di una cinta muraria, una parte dell'antico abitato, con planimetria ottagonale, ed un edificio sacro, il cosiddetto Tempio Etrusco.
Il tempio era costituito da un'unica sala, larga 12 e profonda 6 metri, preceduta da un portico; secondo lo scopritore, Bloch, l'edificio datava al V secolo a.C., ma altre più recenti interpretazioni, lo fanno risalire ad un periodo a cavallo tra il IV e il III secolo a.C. .
Nelle vicinanze della Civita, sono state trovate alcune necropoli, tra le quali la Necropoli La Capriola.